# 팔레스타인인
팔레스타인인(아랍어: الفلسطينيون, al-Filasṭīniyyūn)은 팔레스타인 지역에 거주하는 아랍인과 이 지역 출신의 이주민과 그 후손을 별개의 민족으로서 부르는 명칭이다. 팔레스타인인은 전체의 93%가 이슬람교 신자이고, 6%는 기독교 신자이다.
팔레스타인의 어원은 '불레셋(Philistine)'인데, 로마 제국 지배 이후에 팔레스타인 지방의 지역명이 되었다. 그러나, 불레셋은 미케네 문명 당시 남부 그리스에서 이주한 그리스계 종족으로 현대의 팔레스타인 사람과는 혈통적으로 직접적인 관련은 없다.
이스라엘은 팔레스타인인을 '아랍인'으로만 부르지만, 모국어가 아랍어였던 아랍인이라 하더라도 유대교도라면 유대인으로 구분한다.

## 개요
팔레스타인인은 시오니즘에 따라 유럽 등으로부터 유대인의 이주가 본격화되기 이전에 팔레스타인 지역에 살았던 아랍인을 지칭한다.
현대 팔레스타인인의 기원은 동로마 제국의 통치를 받던 이 지역의 유대인과 사마리아인 등의 후손들이 638년 정통 칼리파 아랍 무슬림 세력의 지배 이후에 이슬람교로 개종하고 아랍어를 쓰게 되면서 시작된 것으로 추정되고 있다. 이집트인, 시리아인 등 중동의 많은 민족들이 이런 과정을 통해 아랍화되어 아랍인이 되었다.
현재, 팔레스타인국의 구역에는 440만 명에 이르는 팔레스타인인(요르단강 서안 지구: 약 270만 명, 가자 지구: 약 170만 명)이 거주하고 있다. 이스라엘에 거주하는 160만 명을 포함해 팔레스타인 지역에 살고 있는 팔레스타인인의 수는 약 600만 명이고, 요르단 인구의 거의 절반에 이르는 팔레스타인 출신(약 320만 명)과 그 밖의 여러 나라에 거주하는 이주민·난민 등(약 300만 명)을 합한 팔레스타인인의 전체 인구는 약 1천220만 명으로 추산된다.

## 유명인
- 라니아 왕비
- 안디 나하르
- 에드워드 사이드
- 베브라스 나트초
- 아나스 샤비니
- 루이스 히메네즈
- 야세르 아라파트
- 미라 아와드
- 마흐무드 다르위쉬
- DJ 칼리드
- 에리크 사데
- 라에드 아라파트
- 루이스 무스리

## 같이 보기
- 아랍인
- 유대인